# Kilcock
Kilcock (Cill Choca en irlandais) est une ville du comté de Kildare en Irlande.
Assez proche de Dublin, elle est devenue une de ses villes-dortoirs.
La ville est traversée par le Royal Canal. Son nom irlandais signifie « église de Coca », d'après une église fondée par Saint Coca (VIe siècle) depuis longtemps disparue. Une nouvelle église dédiée à saint Coca a été construite en 1867.
D'après le recensement de 2016, la ville de Kilcock compte 6 093 habitants.

## Centres d'intérêt
La bibliothèque de la ville présente des souvenirs de la poétesse Teresa Brayton, née à Kilbrook. La Old Bog Road, à 4,5 km à l'ouest de la ville, a fait l'objet de son couplet le plus réussi. Il a été mis en musique par Madeline King O'Farrelly et enregistré par Eileen Donaghy, Josef Locke, Johnny McEvoy, Hank Locklin, Finbar Furey, Anthony Kearns, Daniel O'Donnell, Finbar Wright et de nombreux autres artistes jusqu'à nos jours.
Lady Catherine McCormack y est née dans un vieux manoir, dans les années 1800.
À Calgath, Comté de Meath, se trouvent "Bridestream", une maison du XVIIIe siècle, siège d'une entreprise locale,[citation nécessaire] et "Larchill , une  Ferme Ornée  du XVIIIe siècle, le seul jardin complet de ce type en Europe". Larchill a été restaurée à partir du milieu des années 1990, et des promenades pittoresques à travers les avenues de hêtres relient plusieurs folies classiques et gothiques. Un lac de près de 4 ha avec deux folies insulaires, un jardin clos formel avec une tour bordée de coquillages et une cour de ferme gothique modèle complètent les attractions locales.
La Kilcock Art Gallery a été créée en 1978 par Breda Smyth et ouverte par George Campbell, RHA.
Kilcock possède une voie verte cyclable qui va de Maynooth à Kilcock sur 38 km en direction de la frontière du comté de Westmeath.[citation nécessaire]